# Campeonato Russo de Patinação Artística no Gelo de 2018
Campeonato Russo de Patinação Artística no Gelo de 2018 foi a quadragésima quinta edição do Campeonato Russo de Patinação Artística no Gelo, um evento anual de patinação artística no gelo onde os patinadores artísticos competem pelo título de campeão Russo no nível sênior. A competição foi disputada entre os dias 21 de dezembro e 24 de dezembro de 2017, na cidade de São Petersburgo, Rússia.

## Eventos
- Individual masculino
- Individual feminino
- Duplas
- Dança no gelo

## Medalhistas
| Evento                        | Ouro                              | Prata                          | Bronze                              |
| Sênior                        |                                   |                                |                                     |
| Individual masculino detalhes | Mikhail Kolyada                   | Alexander Samarin              | Dmitri Aliev                        |
| Individual feminino detalhes  | Alina Zagitova                    | Maria Sotskova                 | Alena Kostornaia                    |
| Duplas detalhes               | Evgenia Tarasova Vladimir Morozov | Ksenia Stolbova Fedor Klimov   | Natalia Zabiiako Alexander Enbert   |
| Dança no gelo detalhes        | Ekaterina Bobrova Dmitri Soloviev | Alexandra Stepanova Ivan Bukin | Tiffany Zahorski Jonathan Guerreiro |

## Resultados

### Sênior

#### Individual masculino
| Pos.              | Nome                | Pontos | PC         | PL          |
| ----------------- | ------------------- | ------ | ---------- | ----------- |
| Medalha de ouro   | Mikhail Kolyada     | 281.16 | 101.62 (2) | 179.54 (1)  |
| Medalha de prata  | Alexander Samarin   | 258.53 | 103.11 (1) | 155.42 (4)  |
| Medalha de bronze | Dmitri Aliev        | 249.11 | 91.95 (3)  | 157.16 (2)  |
| 4                 | Sergei Voronov      | 245.88 | 90.23 (4)  | 155.65 (3)  |
| 5                 | Artur Dmitriev, Jr. | 238.51 | 83.66 (7)  | 154.85 (5)  |
| 6                 | Vladimir Samoilov   | 231.20 | 85.10 (6)  | 146.10 (8)  |
| 7                 | Andrei Lazukin      | 230.94 | 85.47 (5)  | 145.47 (9)  |
| 8                 | Alexey Erokhov      | 230.59 | 80.38 (8)  | 150.21 (7)  |
| 9                 | Anton Shulepov      | 221.13 | 69.99 (13) | 151.14 (6)  |
| 10                | Roman Savosin       | 218.61 | 77.79 (9)  | 140.82 (12) |
| 11                | Artem Lezheev       | 218.09 | 77.18 (10) | 140.91 (11) |
| 12                | Makar Ignatov       | 217.25 | 75.81 (11) | 141.44 (10) |
| 13                | Konstantin Milyukov | 208.52 | 70.13 (12) | 138.39 (13) |
| 14                | Egor Murashov       | 197.45 | 69.27 (14) | 128.18 (14) |
| 15                | Murad Kurbanov      | 189.02 | 61.41 (17) | 127.61 (15) |
| 16                | Andrei Zuber        | 177.59 | 50.34 (18) | 127.25 (16) |
| WD                | Alexander Petrov    | —      | 65.08 (15) | — (WD)      |
| WD                | Maxim Kovtun        | —      | 64.72 (16) | — (WD)      |

#### Individual feminino
| Pos.              | Nome                     | Pontos | PC         | PL          |
| ----------------- | ------------------------ | ------ | ---------- | ----------- |
| Medalha de ouro   | Alina Zagitova           | 233.59 | 78.15 (1)  | 155.44 (1)  |
| Medalha de prata  | Maria Sotskova           | 221.76 | 76.39 (2)  | 145.37 (2)  |
| Medalha de bronze | Alena Kostornaia         | 216.57 | 73.59 (4)  | 142.98 (4)  |
| 4                 | Stanislava Konstantinova | 211.28 | 66.51 (10) | 144.77 (3)  |
| 5                 | Polina Tsurskaya         | 207.61 | 75.33 (3)  | 132.28 (6)  |
| 6                 | Anastasiia Gubanova      | 206.60 | 71.69 (5)  | 134.91 (5)  |
| 7                 | Elizaveta Tuktamysheva   | 202.06 | 71.07 (6)  | 130.99 (8)  |
| 8                 | Daria Panenkova          | 201.97 | 69.83 (7)  | 132.14 (7)  |
| 9                 | Serafima Sakhanovich     | 197.44 | 67.58 (8)  | 129.86 (10) |
| 10                | Elena Radionova          | 196.78 | 66.16 (13) | 130.62 (9)  |
| 11                | Sofia Samodurova         | 196.51 | 67.07 (9)  | 129.44 (11) |
| 12                | Anna Tarusina            | 195.59 | 66.46 (11) | 129.13 (12) |
| 13                | Anastasia Gulyakova      | 187.87 | 66.35 (12) | 121.52 (14) |
| 14                | Valeria Mikhailova       | 186.51 | 63.79 (14) | 122.72 (13) |
| 15                | Alena Leonova            | 176.72 | 62.15 (16) | 114.57 (15) |
| 16                | Sofia Istomina           | 174.05 | 62.09 (17) | 111.96 (16) |
| 17                | Anastasia Gracheva       | 167.30 | 62.17 (15) | 105.13 (18) |
| 18                | Lidia Yakovleva          | 160.78 | 52.43 (18) | 108.35 (17) |
| WD                | Evgenia Medvedeva        | —      | — (WD)     |             |
| WD                | Alisa Fedichkina         | —      | — (WD)     |             |

#### Duplas
| Pos.              | Nome                                     | Pontos | PC         | PL          |
| ----------------- | ---------------------------------------- | ------ | ---------- | ----------- |
| Medalha de ouro   | Evgenia Tarasova / Vladimir Morozov      | 223.34 | 75.36 (2)  | 147.98 (1)  |
| Medalha de prata  | Ksenia Stolbova / Fedor Klimov           | 215.55 | 76.32 (1)  | 139.23 (2)  |
| Medalha de bronze | Natalia Zabiiako / Alexander Enbert      | 207.51 | 75.00 (3)  | 132.51 (3)  |
| 4                 | Kristina Astakhova / Alexei Rogonov      | 198.41 | 69.65 (4)  | 128.76 (4)  |
| 5                 | Aleksandra Boikova / Dmitrii Kozlovskii  | 195.80 | 68.20 (5)  | 127.60 (5)  |
| 6                 | Daria Pavliuchenko / Denis Khodykin      | 191.61 | 65.07 (6)  | 126.54 (6)  |
| 7                 | Anastasia Mishina / Aleksandr Galiamov   | 185.83 | 63.85 (7)  | 121.98 (7)  |
| 8                 | Apollinariia Panfilova / Dmitry Rylov    | 181.18 | 62.64 (9)  | 118.54 (8)  |
| 9                 | Alisa Efimova / Alexander Korovin        | 176.63 | 63.44 (8)  | 113.19 (10) |
| 10                | Anastasia Poluianova / Dmitry Sopot      | 174.12 | 56.10 (10) | 118.02 (9)  |
| 11                | Tatiana Lyirova / Maksim Selkin          | 164.22 | 55.51 (11) | 108.71 (11) |
| 12                | Bogdana Lukashevich / Alexander Stepanov | 144.73 | 52.34 (12) | 92.39 (12)  |

#### Dança no gelo
| Pos.              | Nome                                      | Pontos | DC         | DL         |
| ----------------- | ----------------------------------------- | ------ | ---------- | ---------- |
| Medalha de ouro   | Ekaterina Bobrova / Dmitri Soloviev       | 193.08 | 77.55 (1)  | 115.53 (1) |
| Medalha de prata  | Alexandra Stepanova / Ivan Bukin          | 188.28 | 76.97 (2)  | 111.31 (2) |
| Medalha de bronze | Tiffany Zahorski / Jonathan Guerreiro     | 175.78 | 71.52 (3)  | 104.26 (4) |
| 4                 | Betina Popova / Sergey Mozgov             | 167.70 | 63.27 (5)  | 104.43 (3) |
| 5                 | Sofia Evdokimova / Egor Bazin             | 161.46 | 62.18 (7)  | 99.28 (5)  |
| 6                 | Alla Loboda / Pavel Drozd                 | 159.99 | 63.07 (6)  | 96.92 (6)  |
| 7                 | Vlada Solovieva / Yuri Vlasenko           | 139.04 | 54.90 (8)  | 84.14 (8)  |
| 8                 | Annabelle Morozov / Andrei Bagin          | 137.86 | 52.32 (9)  | 85.54 (7)  |
| 9                 | Ludmila Sosnitskaia / Pavel Golovishnikov | 127.91 | 49.24 (10) | 78.67 (9)  |
| 10                | Anastasia Safronova / Ilia Zimin          | 117.23 | 43.59 (11) | 73.64 (10) |
| 11                | Margarita Shestakova / Saveliy Ugryumov   | 101.95 | 39.17 (12) | 62.78 (11) |
| 12                | Ekaterina Luchina / Mikhail Bragin        | 97.34  | 37.85 (13) | 59.49 (12) |
| WD                | Victoria Sinitsina / Nikita Katsalapov    | —      | 68.46 (4)  | — (WD)     |